# Festa del doppio nove
La festa del doppio nove (in cinese: 重阳节T, 重陽節S, ChóngyángjiéP, lett. "Festa del doppio yang", 重九S, ChóngjiǔP, lett. "Doppio Nove" o 九九重陽T, 九九重阳S, JiǔjiǔchóngyángP, meno formalmente 九九節S, JiǔjiǔjiéP, in coreano: 중양절?, 重陽節?, JungyangjeolLR, ChungyangjŏlMR, in giapponese: 重陽?, Chōyō o 菊の節句?, Kiku no sekku, in vietnamita: Tết Trùng Cửu) è una festa celebrata il nono giorno del nono mese in tutto l'Estremo Oriente. La festa nacque, come occasione per festeggiare i ricchi raccolti autunnali, nel periodo degli stati combattenti (453 a.C.-221 a.C.), guadagnando popolarità durante la dinastia Han (206 a.C.-220 d.C.).

## Storia
Nel manuale di divinazione Yi Jing, il nove è il simbolo dello yang, ossia l'energia positiva e maschile, opposto al numero sei, che corrisponde allo yin, simbolo dell'energia negativa e femminile. Il nove inoltre è simbolo dell'imperatore, e pronunciato due volte è omofono della parola "eternità" (久久S, jiǔjiǔP).
Il nono giorno del nono mese lunare (o doppio nove) è troppo yang e di conseguenza una data potenzialmente molto propizia; quindi tale festività è anche chiamata "del doppio yang".

### Simbologia del crisantemo

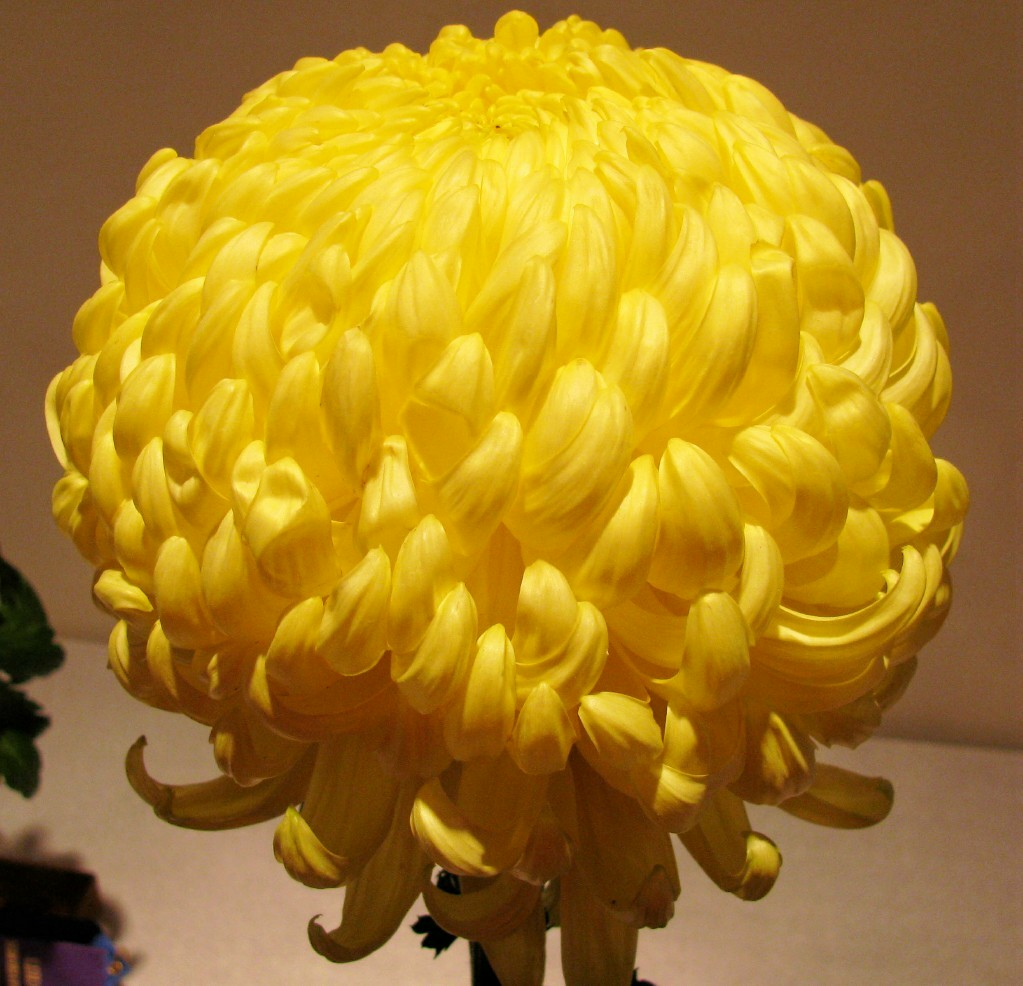
Fiore di crisantemo

Il crisantemo (菊S, júP) è originario della Cina e le sue prime testimonianze scritte risalgono al V secolo a.C. I primi fiori furono introdotti in Corea e in Giappone in epoca Tang (618-907). Anche chiamato "fiore giallo" (黄花S, huánghuāP), colla sua lunga fioritura principiante nel nono mese lunare, è uno dei tanti emblemi della festa del doppio nove; da ciò deriva l'appellativo del mese in cui cade la festa, ossia "mese del crisantemo".
Il crisantemo era favorito dai poeti delle varie epoche, poiché è uno dei pochi fiori che sbocciano nel tardo autunno. Tao Qian, un noto poeta della dinastia Jìn (265–420), durante il suo periodo di ritiro, avrebbe coltivato diverse specie di cisantemi che, quando erano in piena fioritura, attiravano i parenti e gli amici di Tao. Du Fu, poeta della dinastia Tang, scrisse più di dieci poesie che cantano gli encomi del fiore. Huang Chao, il capo dell'ultima rivolta contadina Tang, scrisse numerose poesie sui crisantemi, raccolte in un'antologia, spesso citate anche ai giorni nostri.

## Usanze

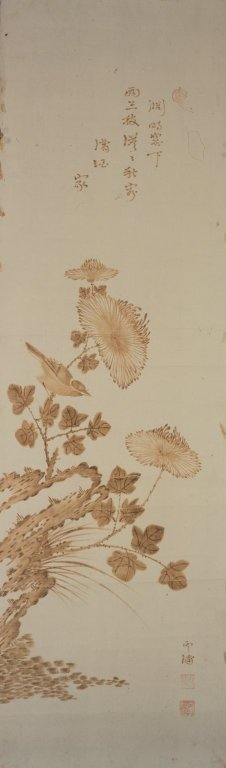
Particolare di Crisantemi, roccia e uccello, anonimo, Museo di Brooklin

La pratica di godere dei crisantemi nel Giorno del doppio nove ha radici antiche. Il crisantemo, nel nono giorno del nono mese lunare, è famoso per essere il "fiore della longevità". L'usanza di portare i crisantemi nelle proprie acconciature data alla dinastia Tang e continuò a essere molto popolare nelle epoche successive. In epoca Song (960-1279), le entrate di alcune taverne erano decorate col fiore del giorno, che sarebbe servito per accentuare il desiderio di vino. Durante la dinastia Qing (1644-1912), in alcune regioni, le esposizioni di crisantemi venivano tenute, solitamente, dopo il giorno festivo. A Pechino s'iniziò ad allestire i crisantemi sulle porte e sulle finestre, al fine di scacciare via la malasorte e portare fortuna. S'istituivano anche manifestazioni di crisantemi, durante le quali si gioiva della bellezza e delle virtù dei fiori, si tenevano gare di composizione di poesie e s'ammiravano i pittori dipingere crisantemi. Questi eventi erano vivaci e molto partecipati.
L'imperatrice Lü (epoca Han), per via della gelosia che nutriva verso la consorte Qi, una delle spose preferite da Liu Bang --il primo imperatore della dinastia Han--, la maltrattava, e costrinse la sua domestica a lasciare il palazzo imperiale, in modo che sposasse una persona comune dopo la morte dell'imperatore. Questa domestica, chiamata Jia, disse alle persone residenti nel palazzo imperiale, ogni nono giorno del nono mese, di portare fra i capelli dei piccoli rami di zhuyu e di bere vino di crisantemo, al fine di evitare disastri. In seguito, molte persone comuni seguirono questa usanza che, gradualmente, si diffuse in tutto il Paese.
Forse, in antichità, per la preparazione del vino di fiori di crisantemo, tutt'oggi consumato, si coglievano in occasione della festività fiori e foglie di crisantemo freschi; il liquore s'otteneva fermentando la mistura di questi elementi insieme a cicchi di grano. La bevanda non sarebbe stata consumata fino allo stesso giorno dell'anno seguente. Il vino, inoltre, avrebbe effetti salutari per la vista, allevierebbe la cefalea e il mal di stomaco, abbasserebbe l'ipertensione, inibirebbe il sovrappeso, e allungherebbe la vita. Per di più, il consumo del vino di crisantemo libererebbe dal male e aiuterebbe a combattere il freddo. L'infuso di vino di crisantemo e di frutti di zhuyu allevia i dolori e ristabilisce il flusso di energia vitale.

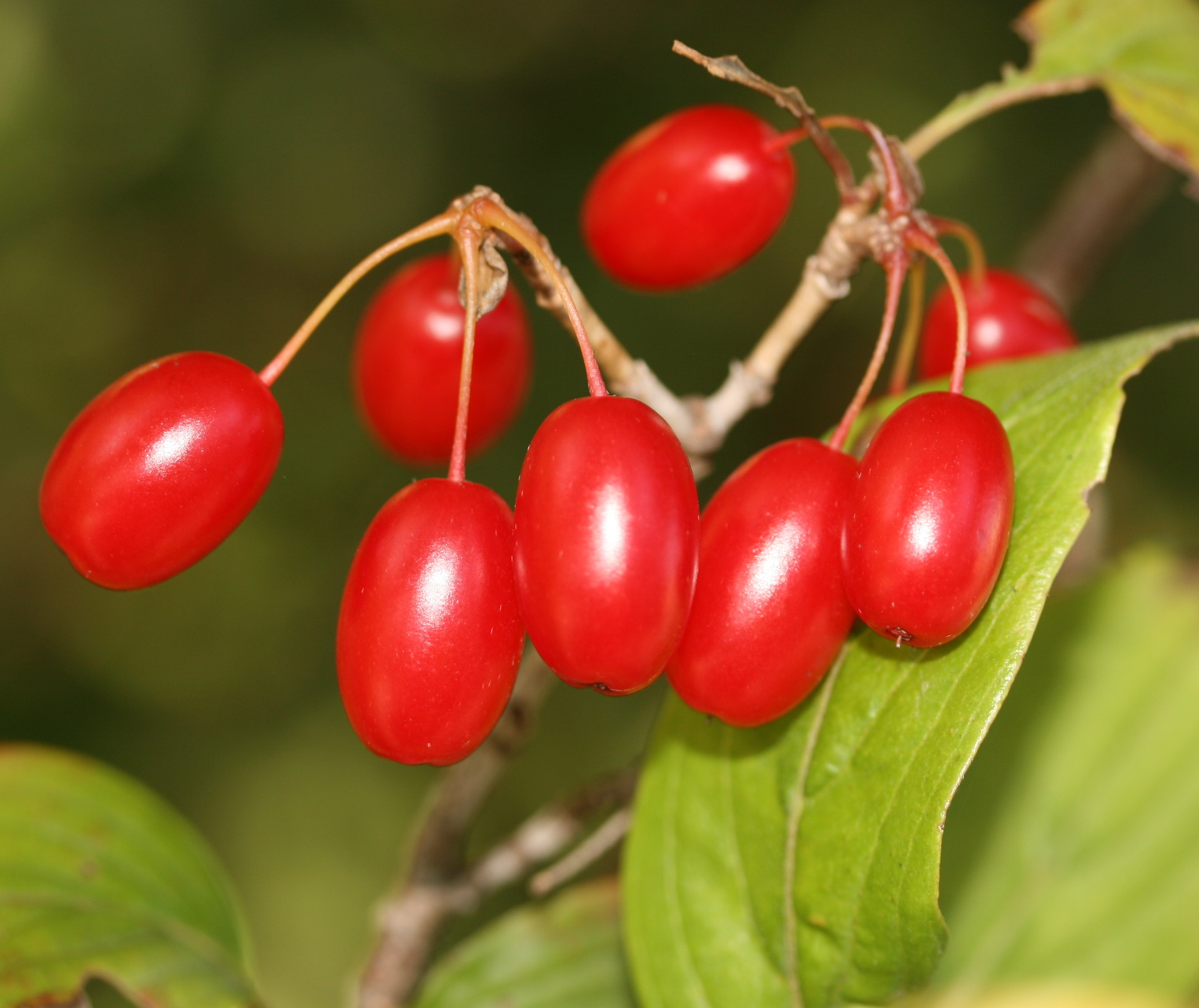
Il zhuyu (Cornus officinalis)

Il zhūyú (茱萸S) è un albero sempreverde del genere Cornus, estremamente profumato, a cui sono attribuite virtù curative e medicinali. Per queste ragioni i rami del zhuyu vengono "indossati", specialmente da donne e bambini, sulle braccia, sul collo o portati in piccole bustine. Questa usanza era già molto popolare sotto i Tang, durante i quali venne istituito un giorno ufficiale tramite editto imperiale. Durante la dinastia Song le persone s'inviavano a vicenda della seta colorata, tagliata in rametti di zhuyu o di crisantemo, per poi indossarli. Si credeva, inoltre, che piantare il zhuyu durante la festa fosse di buon auspicio, prevenendo disastri e malattie.
Nel corso della festa si è soliti raggiungere luoghi elevati, compresi i rilievi e le torri; per questa ragione la festa del doppio nove è anche conosciuta come "festa delle ascese" (登高节T, 登高節S, Dēnggāo jiéP). L'attività di scalare le montagne, che in passato riparava dalle epidemie, è considerata salutare e un'occasione per godere della natura autunnale. Tradizionalmente, scalare le montagne è vista come un'opportunità per "raggiungere posizioni superiori" nella propria vita. Si crede anche che questa attività contribuisca alla longevità. Già durante la dinastia Han Anteriore (206-9 a.C.) era popolare, nel corso della festa, ascendere luoghi elevati nella periferia di Chang'an. Quando si salivano le montagne, generalmente si portavano fra i capelli rami di zhuyu e si consumava vino di crisantemo. Nel periodo dei Tre Regni e durante la dinastia Jìn, la gente seguiva la tradizione di ammirare il panorama agreste autunnale; i turisti visitavano diverse attrazioni di Chang'an, fra le quali lo stagno artificiale di Qujiang, il tempio di Ci'en e la Grande Pagoda dell'Oca Selvatica. Durante la dinastia Ming (1368-1644) gli imperatori salivano il Palazzo d'Estate; gli imperatori Qing, invece, ascendevano le colline artificiali dei giardini imperiali di Pechino. Nel 1986 , il governo cinese proclamò la festa del doppio nove festa degli anziani, in questa occasione si organizzano per gli anziani escursioni fra la vegetazione delle montagne.
Dato il buon auspicio della festa, nel corso di essa s'eprimono desideri, richieste di fortuna nelle nuove imprese, ai propri antenati.
Altra usanza associata a questa festa è quella del consumo delle torte del doppio nove, anche chiamate torte del doppio yang (重阳糕T, 重陽糕S, chóngyánggāoP), torte floreali (花糕S, huāgāoP) o torte del crisantemo (菊糕S, júgāoP). Il dolce ha origine antichissime, risalenti alla dinastia Zhou (1046 a.C.-256 a.C.). La tradizione asserisce che la torta, anticamente, era preparata dai contadini dopo i raccolti autunnali, per avere un assaggio della stagione appena trascorsa. Col passare del tempo, il dolce mutò nell'odierna torta del doppio nove, consumata nell'omonima festa.
La torta è solitamente costituita da farina di riso glutinoso, farina di miglio o di fagioli. In epoca Tang, sulla torta veniva posizionata una bandierina multicolore che recava al suo centro il carattere 令 (lìng, ossia "ordine"). Durante la dinastia Song le torte erano generalmente preparate con grande cura alcuni giorni prima del Giorno del doppio nove; su di esse erano piazzate bandierine colorate e venivano decorate con castagne, pinoli, semi di ginko e di melagrane. Sotto i Ming, la famiglia imperiale iniziava a mangiare la torta la mattina del giorno festivo, per segnare il principio della festa; le persone comuni consumavano, insieme alle proprie figlie sposate, una variante di maggiori dimensioni, con due o tre strati di giuggiole sopra. Durante la dinastia Qing, la torta prendeva la forma d'una pagoda a 9 piani, conformazione che può avere ancora oggi, ed era sormontata da due figure di pasta raffiguranti delle pecore, che in cinese si dicono yáng (羊), omofona a 陽, carattere che compare nel nome del dolce. Come per la scalata delle montagne, le torte aiuterebbero ad ottenere una posizione più importante nella propria vita: infatti la parola 糕 (gāo, "torta") è omofona al termine 高 ("alto").